# Histoire comique
L'histoire comique au sens d’histoire drôle est traitée à l'article Humour.
L’histoire comique est un genre narratif qui s'est développé au XVIIe siècle. La critique moderne parle parfois de « roman comique » quoique ce terme pose un problème car les histoires comiques s'opposent à ce qui définissait le roman à cette époque. Au XVIIe siècle, le terme comique ne désigne pas prioritairement une œuvre amusante mais une œuvre traitant de sujets bas et mettant en scène des personnages appartenant à la bourgeoisie ou au peuple. Les histoires comiques sont donc avant tout des histoires dont le sujet est assez quotidien et qui proposent des personnages proches des lecteurs contemporains. Pour autant, le sens d'amusant apparaît dès cette époque et il s'ajoute à ce sens premier.
Définir proprement l'histoire comique paraît cependant très difficile dans la mesure où, comme l'a dit Jean Serroy, il est un « laboratoire où s'expérimentent les formules les plus originales » de « créations d'avant-garde » à travers laquelle le genre romanesque « pousse toujours plus loin sa réflexion sur lui-même ».

## Contexte littéraire
Les histoires comiques se développent au cours du XVIIe siècle et en particulier au cours de la première moitié du siècle, soit pendant ce que l'on appelle souvent l'époque baroque. Leur écriture vient s'opposer à au moins deux grandes tendances de l'écriture narrative de cette époque.
Elle s'oppose premièrement aux histoires tragiques très en vogue au début du siècle. Ces récits courts prennent souvent leurs sources dans des faits divers racontés par les canards, feuilles volantes recherchant l'information sensationnelle. Ils racontent des faits généralement donnés pour réels, extrêmement violents et qui, comme l'indique le terme même, connaissent toujours une fin tragique. Ce n'est donc pas ici le rapport à la réalité qui oppose histoire comique et histoire tragique mais la façon dont elle est traitée. L'histoire tragique va chercher des événements extraordinaires et ne se prive pas de références au surnaturel, là où l'histoire comique choisit des événements plus triviaux. Par ailleurs les histoires tragiques utilisent ces événements à des fins d'édification morale alors que les histoires comiques se situent plutôt du côté d'une libéralisation des mœurs.
Mais les histoires comiques s'opposent surtout aux romans héroïques et sentimentaux qui constituent les grands succès de librairie du siècle. Il s'agit de romans extrêmement prolixes racontant les amours et les exploits idéalisés de chevaliers à l'ancienne ou de bergers aux manières de gentilshommes. D'un point de vue narratif, ils se caractérisent par une multiplication des intrigues et par la nature extrêmement rocambolesque des aventures qu'ils racontent. Or pour le XVIIe siècle, le romanesque réside dans ce double aspect sentimental et rocambolesque. C'est pourquoi les histoires comiques ne sont pas des romans pour les lecteurs de l'époque. La nature prosaïque de l'intrigue et des personnages en font des anti-romans. Quand Paul Scarron intitule un texte Roman comique, il choisit volontairement un titre paradoxal. En effet son style est simple et ses personnages, essentiellement des acteurs, n'appartiennent pas aux catégories sociales les plus élevées de la société. Mais l'intrigue est en grande partie sentimentale et elle est entrecoupée de nouvelles dont le contenu est très romanesque. On a parfois vu dans les histoires comiques des précurseurs du roman réaliste tel qu'il allait se développer au XIXe siècle. Ce raccourci est certes abusif mais les histoires comiques ont ouvert la voie à une écriture romanesque qui n'a besoin ni de personnages extraordinaires ni d'intrigues incroyables.

## Origines
Pour autant cette veine comique n'est pas venue de nulle part. Elle connaît de nombreux précédents et s'appuie sur des textes que les lecteurs du XVIIe siècle fréquentent.
Il s'agit d'abord de certaines œuvres latines comme L'Âne d'or d'Apulée ou le Satyricon de Pétrone. Ces œuvres satiriques représentent la réalité de leur temps sous une forme amusante. On trouve une liberté de ton et de mœurs qui sera reprise par les histoires comiques.
On retrouve ensuite dans ces textes l'influence du Pantagruel et du Gargantua de Rabelais. La satire, la parodie des romans de chevalerie et le goût pour les aspects les plus triviaux de la vie humaine rapprochent en effet les histoires comiques de l'héritage rabelaisien. À cet égard, les histoires comiques s'inscrivent également dans la continuité des contes facétieux tels qu'ils peuvent s'illustrer dans le Décaméron de Boccace et dans L'Heptaméron de Marguerite de Navarre.
Enfin la vague des histoires comiques suit la mode des romans picaresques venus d'Espagne. Il s'agit de romans d'aventure mais centrés sur un picaro, c'est-à-dire un personnage de basse extraction traçant sa route dans la société à force de ruses et de filouteries. Ces œuvres sont souvent amusantes mais elles permettent également à leurs auteurs, souvent anonymes, de brosser un tableau assez critique de la société de leur temps. Les personnages des romans comiques reprennent certaines caractéristiques des picaros. Leur origine sociale est rarement très basse mais ils traversent de nombreuses aventures dont ils se sortent souvent par la ruse et parfois par la bagarre.

## Caractéristiques

### Personnages
Les personnages sont proches des lecteurs. Ils n'appartiennent ni à un passé plus ou moins mythique, ni à la haute noblesse. Ce ne sont pas pour autant des personnages du peuple. Ils appartiennent plus souvent à une noblesse basse ou moyenne, tels le Francion de Sorel ou le page de Tristan L'Hermite. S'ils ne sont nobles, du moins relèvent-ils de la bourgeoisie comme les personnages du bien nommé Roman bourgeois d'Antoine Furetière.
Les aventures qu'ils traversent les situent également au contact du peuple sans qu'ils en relèvent vraiment. On trouve nombre rixes et histoires graveleuses qui auraient tout aussi bien eu leur place dans une farce mais ces personnages traversent également des duels et adoptent souvent des attitudes de gentilhomme.

### Peindre la vie au naturel
Les auteurs d'histoires comiques adaptent leur style à leurs sujets. Ils recherchent donc un style simple ou naturel, annonçant en partie ce qui sera l'objectif majeur de la prose classique. Charles Sorel, auteur de L'Histoire comique de Francion défend les histoires comiques en ces termes : « les bons livres comiques font des tableaux naturels de la vie humaine ». Ils choisissent donc un vocabulaire assez courant et une syntaxe assez simple, alors que les romans héroïques affectionnent les tournures complexes et le langage fortement métaphorique. Si on trouve ce type de procédés dans les romans comiques c'est pour parodier leurs contemporains héroïques.

### Dimension satirique
Les histoires comiques, du moins à leur début, ont permis à leurs auteurs de critiquer la société de leur temps. Elles présentent des satires de certaines parties de la société. Parmi les cibles favorites, on retrouve l'enseignement ou la justice. Cependant cette dimension satirique tend à s'effacer avec le temps. Comme le souligne Antoine Adam, Paul Scarron ne peut plus se permettre en 1651 ce que Charles Sorel pouvait écrire en 1626.

### Dimension métaromanesque
Les histoires comiques constituent un lieu de réflexion sur l'écriture romanesque. Ils parodient souvent les autres types de romans et on voit apparaître au fur et à mesure du siècle de plus en plus d'interventions directes du narrateur. En cela les histoires comiques annoncent en partie des romans comme Jacques le fataliste de Denis Diderot ou Tristram Shandy de Laurence Sterne.

### Histoires comiques
- Savinien Cyrano de Bergerac, Histoire comique des États et Empires de la Lune suivis de Histoire comique des États et Empires du Soleil.
- Onésime de Clairville, Le Gascon extravagant, histoire comique, 1637.
- François du Souhait, Histoires comiques, 1612.
- Antoine Furetière, Le Roman bourgeois, 1666.
- François de La Mothe Le Vayer le fils,  Le Parasite Mormon, histoire comique, 1650.
- Paul Scarron, Le Roman comique, 1651 pour la première partie, 1657 pour la seconde partie.
- Charles Sorel, Histoire comique de Francion, 1623, rééditée et allongée en 1626 puis en 1633 sous le titre La Vraie histoire comique de Francion.
- Charles Sorel, Polyandre, histoire comique, 1648.
- Théophile de Viau, Première journée, fragments d'une histoire comique, 1623.
- Tristan L'Hermite, Le Page disgracié, 1643.

### Œuvres critiques duXVIIesiècle
- Charles Sorel, « Des romans comiques», dans La Bibliotheque française, seconde édition revue et augmentée, 1667.
- Charles Sorel, « Défense des Fables et des Romans», in De la connoissance des bons livres ou examen de plusieurs auteurs, 1671, repris chez Slatkine en 1981.
- Pour ou contre le roman, Anthologie du discours théorique sur la fiction narrative en prose du XVIIe siècle, présenté par Günter Berger, Biblio 17, PFSCL, 1996.

### Œuvres critiques modernes

#### Monographies
- Henri Coulet, Le Roman jusqu'à la Révolution, Armand Colin, 1967.
- Maurice Lever, Le Roman français au XVIIe siècle, PUF, 1981.
- Jean Serroy, Roman et réalité,les histoires comiques au XVIIe siècle, Minard, 1981.

#### Articles
- Martine Debaisieux, « L'histoire comique, genre travesti », Poétique, 1988, n°74, repris dans le Parcours critique consacré à L'Histoire comique de Francion par Patrick Dandrey, chez Klincksieck en 2000.